# Swallowed
Swallowed è un singolo del gruppo rock britannico Bush, pubblicato nel 1996 ed estratto dall'album Razorblade Suitcase.

## Tracce
- CD 1 (UK)

1. Swallowed [Radio Edit] – 4:08
2. Broken TV – 4:28
3. Glycerine – 4:26
4. In a Lonely Place – 5:58

- CD 2 (UK)

1. Swallowed [LP Version] – 4:53
2. Swallowed [Toasted Both Sides Please Goldie Remix] – 5:50
3. Insect Kin [Live on Saturday Night Live] – 4:09
4. Cold Contagious [16"oz Demo Version] – 5:57

## Video
Il videoclip della canzone è stato diretto da Jamie Morgan.